# 北風暴足球會
北風暴足球會（Northern Fury FC）是一支位於澳洲昆士蘭的足球會，球會於2008年成立，曾以北昆士蘭風暴（North Queensland Fury FC）之名義參加澳職，但在2011年3月1日，他們因財困而退出聯賽。2012年10月3日，他們重組，並改為參加昆士蘭全國超級聯賽。球隊主場是Townsville Sports Reserve。